# ريغسدالر
كان اسم ريغسدالر (بالإنجليزية: rigsdaler) هو اسم العديد من العملات المستخدمة في الدنمارك حتى عام 1875. وتم استخدام رايشستالر وريكسدالر والرايخستالر المسمى في ألمانيا والنمسا والمجر والسويد وهولندا، وكانت هذه العملات غالبًا ما يتم تصنيفها على أنها ريكسدولار.

## التاريخ
استخدمت الدنمارك العديد من أنظمة العملات المختلفة من القرن السادس عشر إلى القرن التاسع عشر، حيث ظهرت الكرونة لأول مرة في عام 1513 كوحدة حساب بقيمة 8 وحدات، وكان نظام العملة الأكثر استخدامًا حتى عام 1813 هو ريغسدالر الدنماركي بقيمة 11⁄2 كرونة. شكلت الدنمارك والسويد الاتحاد النقدي الاسكندنافي وتم استبدال ريغسدالر بالكرونة الدنماركية في 1 يناير 1875. واستبدلت كرونة / كرونة متساوية القيمة من الاتحاد النقدي العملات الثلاث بمعدل 1 كرونة / كرونة =1⁄2 ريغسدالر دنماركي =1⁄4 ريغسدالر نرويجي = 1 ريكسدالر سويدي، وبسبب هذا الإصلاح أصبح كل كرونتين دانماركيتين تساوي قيمة دالر دنماركي.